# In the Valley of Elah
In the Valley of Elah (No Vale de Elah, em Portugal, No Vale das Sombras, no Brasil) é um filme estadunidense de 2007 dirigido por Paul Haggis.

## Sinopse
O filme trata da história de um soldado americano que desaparece ao retornar aos Estados Unidos. Seu pai, Hank Deerfield, o procura por conta própria com a ajuda da policial Emily Sanders.

## Elenco
- Tommy Lee Jones… Hank Deerfield
- Charlize Theron… Detetive Emily Sanders
- Jason Patric… Tenente Kirklander
- Susan Sarandon… Joan Deerfield
- James Franco… Sargento Dan Carnelli
- Barry Corbin… Arnold Bickman
- Josh Brolin… Chefe de polícia Buchwald
- Frances Fisher… Evie
- Wes Chatham… Cabo Steve Penning
- Jake McLaughlin… Spc. Gordon Bonner
- Mehcad Brooks… Spc. Ennis Long
- Jonathan Tucker… Mike Deerfield
- Zoe Kazan… Angie

## Recepção
O Metacritic, que usa uma média ponderada, atribuiu ao filme uma pontuação de 65 em 100, baseado em 37 críticos, indicando críticas "geralmente favoráveis".

## Prêmios e indicações
Festival de Veneza
- Leão de Ouro – Paul Haggis (indicado)
- Prêmio da Associação Católica para a Comunicação Mundial – Paul Haggis (vencedor)

Satellite Awards
- Melhor ator num filme dramático – Tommy Lee Jones (indicado)

Oscar
- Oscar de melhor ator principal – Tommy Lee Jones (indicado)

## Produção
Filmado em locação no estado americano do Novo México, o roteiro de Paul Haggis se baseou em artigo de Mark Boal, "Death and Dishonor", sobre a história verdadeira do veterano Richard T. Davis, morto ao retornar do Iraque. Nomes e lugares foram alterados.